# Crunchyroll動畫大獎
Crunchyroll動畫大獎（日語：クランチロール・アニメアワード，又稱為「動畫大獎」），是每年由日本动画串流平台Crunchyroll為了表彰前一年最優秀的動畫作品而舉辦的頒獎活動。該獎項於2016年12月首次公布，並於2017年1月首次頒發。Crunchyroll將其形容為一項「表彰粉絲最喜愛的動畫作品、角色與創作者的全球性活動。」
動畫大獎最初於美国加利福尼亚州舉辦。直至2023年，第七屆動畫大獎才移至日本東京的新高輪格蘭王子大飯店舉行，並從此之後皆在該地舉辦。2025年5月25日舉辦的第九屆動畫大獎，由《我獨自升級》獲得年度動畫。

## 歷程
該獎項的評選分為兩輪投票。首先，每位評審將為每個獎項類別提交最多五名潛在候選作品。本輪獲得最多提名的六部作品將進入下一輪的最終名單，進行為期一週的公開投票。自第六屆起，每個獎項的得主均由評審票與公眾票共同決定，比例分別為70:30。
在前六屆動畫大獎中，凡是主要由日本製作並於前一年1月至12月之間合法在電視、電影院或線上平台播出的動畫作品，皆符合提名資格。但第七屆和第八屆提名資格期間有所變動，改為從前兩年的10月（秋季番）至前一年的9月（夏季番）。2024年12月，Crunchyroll宣布自第十屆起，提名資格期間將恢復為原本的1月至12月制度。為配合這項變更，第九屆的提名資格將涵蓋從2023年10月至2024年12月的動畫作品。至於非日語配音表演獎的提名資格則以該配音版本的首次發布時間為準，不論動畫本身的原始上映時間。
每屆動畫大獎所頒發的獎項類別皆有所不同，部分類別可能新增、刪除或更名。例如，第九屆動畫大獎包含32種獎項類別。

## 各屆動畫大獎
| 典禮                     | 日期          | 年度動畫       |
| ------------------------ | ------------- | -------------- |
| 第1屆Crunchyroll動畫大獎 | 2017年1月28日 | Yuri!!! on ICE |
| 第2屆Crunchyroll動畫大獎 | 2018年2月24日 | 來自深淵       |
| 第3屆Crunchyroll動畫大獎 | 2019年2月16日 | 惡魔人 Crybaby |
| 第4屆Crunchyroll動畫大獎 | 2020年2月15日 | 鬼滅之刃       |
| 第5屆Crunchyroll動畫大獎 | 2021年2月19日 | 咒術迴戰       |
| 第6屆Crunchyroll動畫大獎 | 2022年2月9日  | 進擊的巨人     |
| 第7屆Crunchyroll動畫大獎 | 2023年3月4日  | 赛博浪客       |
| 第8屆Crunchyroll動畫大獎 | 2024年3月2日  | 咒術迴戰 第2季 |
| 第9屆Crunchyroll動畫大獎 | 2025年5月25日 | 我獨自升級     |

## 爭議

### 操縱選票的指控
《Yuri!!! on ICE》在當屆獲得的七項提名中全部獲獎，包括首屆「年度動畫」。然而，儘管Crunchyroll的用戶抱怨該作品不應獲得這些獎項，甚至指責《Yuri!!! on ICE》以外作品的粉絲操縱投票結果引發爭議。
在第9屆Crunchyroll動畫大獎中，Crunchyroll將「年度動畫」授予《我獨自升級》，而非《葬送的芙莉蓮》，此舉引發爭議。儘管《我獨自升級》擁有極高的人氣並在多個獎項中獲勝，但部分評論者指出《葬送的芙莉蓮》獲得更廣泛的好評，敘事也更為穩定。部分觀眾因此質疑該獎項是否過於偏重話題性與近期熱度，而忽略藝術價值。另一方面，Netflix出品的《迷宮飯》雖創下包括「年度動畫」與「最佳動畫」在內的16項提名紀錄，但也未能獲得任何獎項。這一結果引發外界對非 Crunchyroll平台的作品可能遭到偏見的猜測，許多粉絲質疑該作品是否被刻意忽視。

## 外部連結
- 官方网站
- Crunchyroll動畫大獎在互联网电影资料库（IMDb）上的資料